# پورتو تورس
پورتو تورس (به ایتالیایی: Porto Torres) یک کومونه در ایتالیا است که در استان ساساری واقع شده‌است.

## خصوصیات
پورتو تورس ۱۰۲٫۶۲ کیلومترمربع مساحت و ۲۲٬۲۸۹ نفر جمعیت دارد.